# Göta Rosén
Göta Margareta Rosén, född 10 oktober 1904 i Stora Malm i Södermanland, död 10 mars 2006 i Stockholm, var en svensk ämbetsman och riksdagsledamot.

## Biografi
Göta Rosén tog studenten i Katrineholm samt gick 1925 en kurs på Kvinnliga Medborgarskolan på Fogelstad. 1931 diplomerades hon från Socialinstitutet och började sitt yrkesliv som barnavårdsombud i Örebro län.
När hon kom till Socialstyrelsen tog hon upp kampen mot aga på institution. På eget bevåg – med stöd av socialminister Gustav Möller – förbjöd hon aga på landets barnavårdsanstalter och ungdomsvårdsskolor, utan att riksdagen beslutat i ärendet. Detta var 1948, tio år innan skolagan lagstiftades bort och 30 år innan rätten att aga barn helt försvann.
Rosén var ledamot av riksdagens andra kammare 1940–1942 för Socialdemokraterna. Hennes riksdagskarriär blev kort, men dessa två år i krigets skugga var politiskt dramatiska. Under denna period inträffade exempelvis midsommarkrisen 1941.